# Vodotok, Krasnodon
Vodotok (în ucraineană Водоток) este un sat în comuna Davîdo-Mîkilske din raionul Krasnodon, regiunea Luhansk, Ucraina.

## Demografie
Componența lingvistică a localității Vodotok
     Rusă (50,75%)
     Ucraineană (49,25%)
Conform recensământului din 2001, majoritatea populației localității Vodotok era vorbitoare de rusă (50,75%), existând în minoritate și vorbitori de ucraineană (49,25%).